# Portable Network Graphics
PNG (ang. Portable Network Graphics) – rastrowy format plików graficznych oraz system bezstratnej kompresji danych graficznych.
PNG został opracowany jako następca GIF w 1995 roku po ogłoszeniu przez Unisys oraz CompuServe roszczeń patentowych dotyczących kompresji LZW używanej w formatach GIF oraz TIFF. Format PNG zalecany jest przez konsorcjum W3C jako preferowany format grafiki dla sieci WWW. Dotyczy to takich obszarów jak choćby grafika prezentacyjna czy schematy blokowe.

## Grafika
PNG nie jest obciążony patentami. Obsługuje stopniowaną przezroczystość (tzw. kanał alfa) oraz 48-bitową głębię kolorów czyli 16 bitów na kanał koloru. Dzięki temu można zapisać bezstratnie dowolne grafiki RGB (a nawet RGBA, czyli RGB+Alfa, do 32 bitów na piksel). Obsługuje też osadzone profile kolorów ICC, ICM i dane EXIF.

## Fotografia
Format PNG znajduje różne zastosowania. Przewiduje tryby o niskiej ilości kolorów (paletowe od 2 do 256 oraz tryb skali szarości), przydatne w sytuacjach, gdy nadmiarowa informacja jest niewskazana (tj. gdy ważniejsza od subiektywnej wierności oryginałowi jest treść obrazu). Ma także tryb 48-bitowego RGB, w którym można zapisywać obraz w milionach kolorów i bez jakichkolwiek zniekształceń właściwych formatom stratnym, do jakich należy np. popularny JPEG.

## Wybrane narzędzia
Większość prostych narzędzi graficznych (np. IrfanView i XnView) umożliwia dowolną, ręczną redukcję koloru. Narzędzia bardziej zaawansowane (np. GIMP) oferują pracę na warstwach oraz automatyczną redukcję liczby kolorów, dostępną po przełączeniu z palety RGB (Red-Green-Blue) na tzw. kolor indeksowany. W tym trybie możliwe staje się zapisanie tylko niezbędnych informacji – np. o kolorach dominujących.

## Stopień kompresji
Jedną z technik zastosowanych w PNG jest używanie prostych filtrów graficznych, które mogą uprościć dane obrazu przed kompresją, zwiększając jej wydajność. Jest dostępne kilka filtrów (np. różnica między sąsiednimi pikselami/liniami), które są dobierane dla każdej linii pliku z osobna.
Niektóre programy pozwalają wybrać „stopień kompresji” – nie jest to cecha formatu PNG, a jedynie ustawienie specyficzne dla danego programu, który np. rezygnuje z dobierania najlepszej kombinacji filtrów, aby przyspieszyć zapisywanie.
Istnieją programy na wolnych licencjach takie jak PNGcrush, optipng i advpng (w pakiecie Advancecomp) oraz freeware’owy PNGOUT, które potrafią optymalizować pliki PNG – sprawdzają ogromną ilość kombinacji filtrów PNG i parametrów kompresora gzip, dając w rezultacie pliki dużo mniejsze niż zapisywane popularnymi programami graficznymi. Tak zoptymalizowane pliki PNG są prawie zawsze mniejsze od plików GIF.

## Szczegóły techniczne
Format PNG zapisuje tylko pojedyncze pliki graficzne (nie ma animacji). Analogicznymi formatami mającymi możliwość zapisu sekwencji grafiki animowanej w jednym pliku są MNG i APNG.
Kompresja polega na dokonaniu jednej z transformacji każdej z linii obrazu, po czym wynik jest kompresowany za pomocą algorytmu deflate. Numer transformacji jest zapisywany przed linią.
Transformacje mają na celu przystosowanie danych do łatwiejszej kompresji. Zapisują one różnicę między wartością rzeczywistą piksela, a wartością obliczoną na podstawie funkcji przewidującej, działającej w oparciu o bity już odkodowane. Zwykle różnica ta jest niewielka.
Funkcje przewidujące to m.in.:
- tyle samo co piksel po lewej
- tyle samo co średnia wartości pikseli po lewej i na górze
- tyle samo co suma wartości pikseli po lewej i na górze minus piksel po lewej górnej przekątnej

PNG jest określony standardem RFC 2083 ↓. Używany przez niego algorytm deflate jest określony w RFC 1951 ↓.
Przy zapisie (kompresji) plików PNG stosowana jest często biblioteka zlib.

### Sygnatura
Pierwsze 8 bajtów pliku PNG jest następującą sygnaturą:
89 "PNG" 0D 0A 1A 0A
89 – charakterystyczny bajt, którego prawdopodobieństwo wystąpienia na początku pliku tekstowego jest niewielkie
"PNG" – ciąg identyfikujący format pliku
0D 0A – sekwencja końca linii z formatu DOS-owego
1A –    znak końca pliku w systemach z rodziny Windows
0A –    bajt pozwala wykryć konwersję z unixowego formatu końca linii na DOS-owy